# A fluor izotópjai
Bár a fluornak (F) több izotópja van, ezek közül azonban csak egy (a 19F) stabil, ezért a fluor tiszta elem. 

Standard atomtömeg: 18,9984032(5) u
A 18F fontos pozitronforrás.

## Táblázat
| Az izotóp jele | Z(p)                | N(n)                | Az izotóp tömege (u) | felezési idő                 | magspin    | jellemző izotóp- összetétel (móltört) | természetes ingadozás (móltört) |
| Az izotóp jele | gerjesztési energia | gerjesztési energia | gerjesztési energia  | felezési idő                 | magspin    | jellemző izotóp- összetétel (móltört) | természetes ingadozás (móltört) |
| -------------- | ------------------- | ------------------- | -------------------- | ---------------------------- | ---------- | ------------------------------------- | ------------------------------- |
| 14F            | 9                   | 5                   | 14,03506(43)#        |                              | 2‒#        |                                       |                                 |
| 15F            | 9                   | 6                   | 15,01801(14)         | 410(60)·10‒24 s [1,0(2) MeV] | (1/2+)     |                                       |                                 |
| 16F            | 9                   | 7                   | 16,011466(9)         | 11(6)·10‒21 s [40(20) keV]   | 0‒         |                                       |                                 |
| 17F            | 9                   | 8                   | 17,00209524(27)      | 64,49(16) s                  | 5/2+       |                                       |                                 |
| 18F            | 9                   | 9                   | 18,0009380(6)        | 109,771(20) perc             | 1+         |                                       |                                 |
| 18mF           | 1121,36(15) keV     | 1121,36(15) keV     | 1121,36(15) keV      | 162(7) ns                    | 5+         |                                       |                                 |
| 19F            | 9                   | 10                  | 18,99840322(7)       | STABIL                       | 1/2+       | 1,0000                                |                                 |
| 20F            | 9                   | 11                  | 19,99998132(8)       | 11,163(8) s                  | 2+         |                                       |                                 |
| 21F            | 9                   | 12                  | 20,9999490(19)       | 4,158(20) s                  | 5/2+       |                                       |                                 |
| 22F            | 9                   | 13                  | 22,002999(13)        | 4,23(4) s                    | 4+,(3+)    |                                       |                                 |
| 23F            | 9                   | 14                  | 23,00357(9)          | 2,23(14) s                   | (3/2,5/2)+ |                                       |                                 |
| 24F            | 9                   | 15                  | 24,00812(8)          | 400(50) ms                   | (1,2,3)+   |                                       |                                 |
| 25F            | 9                   | 16                  | 25,01210(11)         | 50(6) ms                     | (5/2+)#    |                                       |                                 |
| 26F            | 9                   | 17                  | 26,01962(18)         | 9,6(8) ms                    | 1+         |                                       |                                 |
| 27F            | 9                   | 18                  | 27,02676(40)         | 4,9(2) ms                    | 5/2+#      |                                       |                                 |
| 28F            | 9                   | 19                  | 28,03567(55)#        | <40 ns                       |            |                                       |                                 |
| 29F            | 9                   | 20                  | 29,04326(62)#        | 2,6(3) ms                    | 5/2+#      |                                       |                                 |
| 30F            | 9                   | 21                  | 30,05250(64)#        | <260 ns                      |            |                                       |                                 |
| 31F            | 9                   | 22                  | 31,06043(64)#        | 1# ms [>260 ns]              | 5/2+#      |                                       |                                 |

## Fordítás
- Ez a szócikk részben vagy egészben  az   Isotopes of fluorine című angol Wikipédia-szócikk ezen változatának fordításán alapul.  Az eredeti cikk szerkesztőit annak laptörténete sorolja fel. Ez a jelzés csupán a megfogalmazás eredetét és a szerzői jogokat jelzi, nem szolgál a cikkben szereplő információk forrásmegjelöléseként.